# Simon Aspelin
Simon Olof Karl Aspelin (* 11. Mai 1974 in Saltsjöbaden) ist ein ehemaliger schwedischer Tennisspieler.

## Karriere
Aspelin begann seine Profikarriere im Jahr 1998. Im selben Jahr erreichte er seine beste Platzierung in der ATP-Weltrangliste, als er am 17. August 1998 auf Rang 436 geführt wurde.
Größere Erfolge erzielte er ausschließlich im Doppel. Nach einer Reihe von Challenger- und Futures-Erfolgen gewann er seinen ersten ATP-Titel im Jahr 2000 an der Seite seines Landsmannes Johan Landsberg in Marseille. Im selben Jahr qualifizierte sich das Doppel auch für die Doubles Championships in Bangalore. Bis zur Saison 2007 gelangen dem Rechtshänder mit Massimo Bertolini und Todd Perry fünf weitere Doppelerfolge, unter anderem beim Turnier der International Series Gold in Memphis an der Seite von Perry.
Das Jahr 2007 war sein erfolgreichstes, als er gemeinsam mit dem Österreicher Julian Knowle bei vier Turnieren siegen konnte. Den größten Triumph seiner Karriere erreichte er, wiederum an der Seite von Knowle, mit dem Sieg 2007 beim Doppelwettbewerb der US Open. Das lediglich als Nummer 10 gesetzte Paar besiegte im Finale die Tschechen Lukáš Dlouhý und Pavel Vízner mit 7:5 und 6:4. In derselben Saison erreichte er erneut die Double Championships zum Jahresende und gewann 432.685 US-Dollar an Preisgeld, was ein persönlicher Rekord war. Am 5. November 2007 kletterte Aspelin auf Platz 8 der Doppel-Weltrangliste; seine beste Platzierung erreichte er im März 2008 mit Rang 7.
Zusammen mit Thomas Johansson gewann er bei den Olympischen Spielen 2008 in Peking die Silbermedaille im Doppel; dabei unterlagen sie im Endspiel den Schweizern Roger Federer und Stanislas Wawrinka.
In der Saison 2009 gelang ihm mit Paul Hanley ein weiterer Triumph mit dem Gewinn der German Open in Hamburg. Außerdem erreichte er mit Hanley das Finale in Casablanca und mit Wesley Moodie das Finale des Masters-Turniers in Madrid. Seinen letzten Titel gewann er 2010 beim ATP-Turnier in Dubai, ebenfalls mit Hanley.
Am 17. Juli 2011, nach der Finalniederlage beim Turnier in Båstad, erklärte Aspelin seinen Rücktritt vom Profitennis. Er gewann insgesamt zwölf ATP-Turniere, darunter die US Open. Zudem stand er bei weiteren 21 Turnieren im Finale.
In den Jahren 2001 bis 2011 nahm Aspelin für Schweden am Davis Cup teil; sein Partner war bis 2007 Jonas Björkman. Von den sieben Matches (unter anderem gegen Russland, Frankreich, Indien und Argentinien) konnte das Paar nur zwei für sich entscheiden. Ab Februar 2008 spielte Aspelin an der Seite von Robert Lindstedt, mit dem er vier der insgesamt fünf gemeinsamen Partien gewann. Aspelin absolvierte zudem zwei Einzelbegegnungen, die er beide verlor.

## Erfolge
| Legende (Anzahl der Siege)                           |
| Grand Slam (1)                                       |
| Olympische Spiele                                    |
| Tennis Masters Cup                                   |
| ATP Masters Series ATP World Tour Masters 1000       |
| ATP International Series Gold ATP World Tour 500 (2) |
| ATP International Series ATP World Tour 250 (9)      |

| Titel nach Belag |
| Hartplatz (5)    |
| Sand (5)         |
| Rasen (1)        |
| Teppich (1)      |

### Doppel

#### Turniersiege
| Nr. | Datum             | Turnier        | Belag         | Partner           | Finalgegner                             | Ergebnis         |
| --- | ----------------- | -------------- | ------------- | ----------------- | --------------------------------------- | ---------------- |
| 01. | 7. Februar 2000   | Marseille      | Hartplatz     | Johan Landsberg   | Juan Ignacio Carrasco Jairo Velasco Jr. | 7:6, 6:4         |
| 02. | 19. Mai 2003      | St. Pölten     | Sand          | Massimo Bertolini | Sargis Sargsian Nenad Zimonjić          | 6:4, 6:7, 6:3    |
| 03. | 7. Juli 2003      | Båstad (1)     | Sand          | Massimo Bertolini | Lucas Arnold Ker Mariano Hood           | 6:7, 6:0, 6:4    |
| 04. | 31. Januar 2005   | Delray Beach   | Hartplatz     | Todd Perry        | Jordan Kerr Jim Thomas                  | 6:3, 6:3         |
| 05. | 14. Februar 2005  | Memphis        | Hartplatz (i) | Todd Perry        | Bob Bryan Mike Bryan                    | 6:4, 6:4         |
| 06. | 23. Oktober 2006  | St. Petersburg | Teppich       | Todd Perry        | Julian Knowle Jürgen Melzer             | 6:1, 7:6         |
| 07. | 26. Mai 2007      | Pörtschach     | Sand          | Julian Knowle     | Leoš Friedl David Škoch                 | 7:6, 5:7, [10:5] |
| 08. | 17. Juni 2007     | Halle          | Rasen         | Julian Knowle     | Fabrice Santoro Nenad Zimonjić          | 6:4, 7:65        |
| 09. | 15. Juli 2007     | Båstad (2)     | Sand          | Julian Knowle     | Martín García Sebastián Prieto          | 6:2, 6:4         |
| 10. | 7. September 2007 | US Open        | Hartplatz     | Julian Knowle     | Lukáš Dlouhý Pavel Vízner               | 7:5, 6:4         |
| 11. | 26. Juli 2009     | Hamburg        | Sand          | Paul Hanley       | Marcelo Melo Filip Polášek              | 6:3, 6:3         |
| 12. | 28. Februar 2010  | Dubai          | Hartplatz     | Paul Hanley       | Lukáš Dlouhý Leander Paes               | 6:2, 6:3         |

#### Finalteilnahmen
| Nr. | Datum              | Turnier      | Belag         | Partner            | Finalgegner                      | Ergebnis            |
| --- | ------------------ | ------------ | ------------- | ------------------ | -------------------------------- | ------------------- |
| 01. | 15. Juli 2001      | Båstad       | Sand          | Andrew Kratzmann   | Karsten Braasch Jens Knippschild | 6:7, 6:4, 6:7       |
| 02. | 29. Juli 2001      | Kitzbühel    | Sand          | Andrew Kratzmann   | Àlex Corretja Luis Lobo          | 3:6, 6:4, 3:6       |
| 03. | 24. Februar 2002   | Buenos Aires | Sand          | Andrew Kratzmann   | Gastón Etlis Martín Rodríguez    | 6:3, 3:6, [4:10]    |
| 04. | 14. April 2002     | Estoril      | Sand          | Andrew Kratzmann   | Karsten Braasch Andrei Olchowski | 3:6, 3:6            |
| 05. | 14. September 2003 | Bukarest     | Sand          | Jeff Coetzee       | Karsten Braasch Sargis Sargsian  | 6:7, 2:6            |
| 06. | 11. Juli 2004      | Båstad       | Sand          | Todd Perry         | Mahesh Bhupathi Jonas Björkman   | 6:4, 6:7, 6:7       |
| 07. | 17. Juli 2004      | Stuttgart    | Sand          | Todd Perry         | Jiří Novák Radek Štěpánek        | 2:6, 4:6            |
| 08. | 9. Januar 2005     | Adelaide     | Hartplatz     | Todd Perry         | Xavier Malisse Olivier Rochus    | 6:7, 4:6            |
| 09. | 17. Januar 2005    | Auckland     | Hartplatz     | Todd Perry         | Yves Allegro Michael Kohlmann    | 4:6, 6:7            |
| 10. | 20. Juni 2005      | Nottingham   | Rasen         | Todd Perry         | Jonathan Erlich Andy Ram         | 6:4, 3:6, 5:7       |
| 11. | 25. Juli 2005      | Indianapolis | Hartplatz     | Todd Perry         | Paul Hanley Graydon Oliver       | 2:6, 1:3 Aufg.      |
| 12. | 10. Oktober 2005   | Tokio        | Hartplatz     | Todd Perry         | Satoshi Iwabuchi Takao Suzuki    | 4:53, 4:513         |
| 13. | 14. Januar 2006    | Auckland     | Hartplatz     | Todd Perry         | Andrei Pavel Rogier Wassen       | 2:6, 7:5, [4:10]    |
| 14. | 14. Januar 2007    | Auckland     | Hartplatz     | Chris Haggard      | Jeff Coetzee Rogier Wassen       | 7:6, 3:6, [2:10]    |
| 15. | 17. November 2007  | Shanghai     | Hartplatz (i) | Julian Knowle      | Mark Knowles Daniel Nestor       | 2:6, 3:6            |
| 16. | 16. August 2008    | Peking       | Hartplatz     | Thomas Johansson   | Roger Federer Stanislas Wawrinka | 4:6, 3:6, 7:64, 3:6 |
| 17. | 11. April 2009     | Casablanca   | Sand          | Paul Hanley        | Łukasz Kubot Oliver Marach       | 6:74, 6:3, [6:10]   |
| 18. | 17. Mai 2009       | Madrid       | Sand          | Wesley Moodie      | Daniel Nestor Nenad Zimonjić     | 4:6, 4:6            |
| 19. | 25. Oktober 2009   | Stockholm    | Hartplatz (i) | Paul Hanley        | Kevin Ullyett Bruno Soares       | 4:6, 6:74           |
| 20. | 14. Februar 2010   | Rotterdam    | Hartplatz (i) | Paul Hanley        | Daniel Nestor Nenad Zimonjić     | 4:6, 6:4, [7:10]    |
| 21. | 17. Juli 2011      | Båstad       | Sand          | Andreas Siljeström | Robert Lindstedt Horia Tecău     | 3:6, 3:6            |